# Cái Lâu vương
Cái Lâu Vương (mất 166, trị vì 128–166) là vị quốc vương thứ tư của Bách Tế, mộ trong Tam Quốc Triều Tiên. Theo tài liệu lịch sử Tam quốc sử ký (Samguk Sagi), ông là con trai của quốc vương tiền vị là Kỷ Lâu Vương.

## Trị vì
Năm 132, ông cho xây thành Bắc Hán Sơn, nay nằm tại thành phố Goyang, tỉnh Gyeonggi, Hàn Quốc. Bách Tế đã nhiều lần chiến đấu chống lại các cuộc xâm lược của Cao Câu Ly tại thành này, và vị quốc vương thứ 5 là Tiếu Cổ Vương đã lấy thành này để làm cơ sở cho chiến dịch Bắc tiến của ông.
Quan hệ giữa Bách Tế và vương quốc đối thủ Tân La ở phía dông là hòa bình trong hầu hết thời gian trị vì của ông. Tuy nhiên, năm 165, một viên quan Tân La tên là Cát Tuyên (길선, 吉宣, Gilseon) đã tiến hành hành chính biến thất bại và chạy trốn sang Bách Tế. Cái Lâu Vương cho ông tị nạn bất chấp lá thư yêu cầu dẫn độ của quốc vương Tân La là A Đạt La. Tân La sau đó tấn công Bách Tế, và một cuộc chiến rộng lớn trên dãy núi Sobaek (Tiểu Bạch) đã xảy ra sau đó.

## Di sản
Tam quốc sử ký thuật rằng người con trai cả của Cái Lâu Vương đã trở thành vị quốc vương thứ 5 là Tiếu Cổ Vương và người con trai thứ hai trở thành vị quốc vương thứ 8 là Cổ Nhĩ Vương. Thứ tự niên đại này mâu thuẫn và là chỉ dấu một cuộc tranh giành quyền lực giữa hai nhánh hoàng tộc. Vị quốc vương thứ 21 là Cái Lỗ Vương (Gaero, cũng gọi là Geungaeru) dường như đã lấy gần giống tên của Cái Lâu Vương (Gaeru) để khẳng định tính hợp pháp của dòng gia tộc này.